# Хомчук Леонід Михайлович
Хомчук Леонід Михайлович (1 березня 1944, Житомир) — колишній голова міськвиконкому Житомира  (з 1986 року до 1990 року).

## Освіта
- 1962 — закінчив будівельне відділення Житомирського технологічного технікуму МОД
- 1977 — Київський інженерно-будівельний інститут

## Професійний досвід
Трудову діяльність розпочав на заводі Автозапчастина.
Після служби в армії працював у системі житлово-комунального господарства.
- з 1967 року по 1969 рік працював старшим інженером з будівництва обласної контори громадського харчування;
- з 1970 року по 1972 рік — виконроб Житомирського міськрембудуправління;
- з 1972 року по 1974 рік — головний інженер житлоуправління Житомирського міськвиконкому;
- з 1974 року по 1978 рік — завідувач відділом комунального господарства Житомирського міськвиконкому;
- з 1978 року по 1984 рік — керуючий облбудремтрестом;
- з 1984 року по 1986 рік — начальник управління комунального господарства Житомирського облвиконкому;
- з 1986 року по 1990 рік — голова виконкому Житомирської міської ради народних депутатів;
- з 1991 року — генеральний директор ВАТ «Житомирголовпостач»

## Нагороди
- почесна грамота Президії Верховної Ради УРСР 1980;
- орден Знак Пошани 1985;
- заслужений працівник промисловості України 2000;
- почесний громадянин міста Житомира 2003.

Має вчене звання академіка Академії інженерних наук України.

## Сімейний стан
Дружина — Хомчук Юлія Францівна, доньки Лілія та Інна.